# Neochmia ruficauda
El diamante colirrojo (Neochmia ruficauda) es una especie de ave paseriforme de la familia Estrildidae propia del norte de Australia.

## Distribución

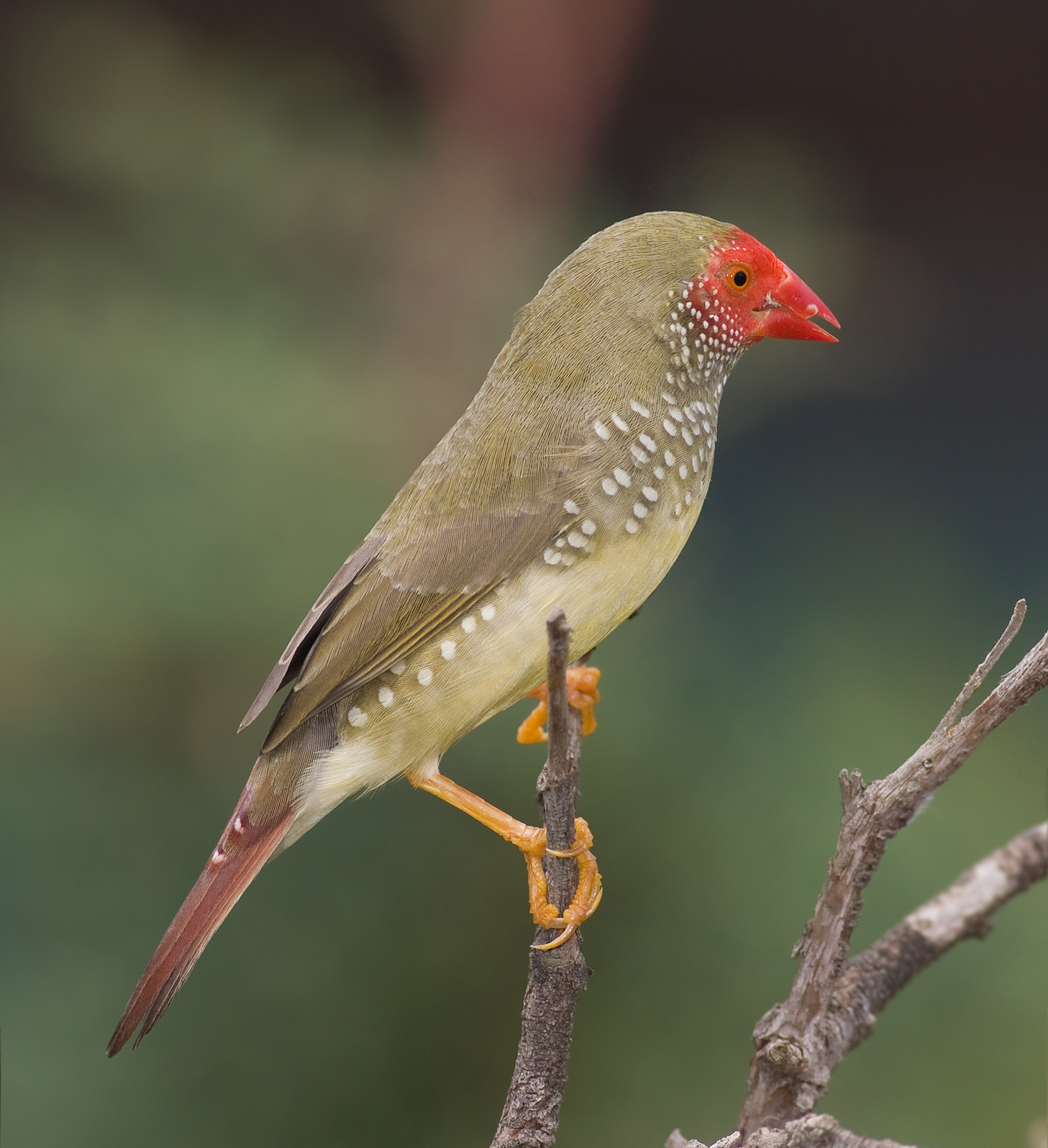
Se caracteriza por su lorum rojo y su monteado blanco.

Si bien a día de hoy se puede encontrar como ave de jaula en casi todos los países del mundo, el hábitat originario del diamante colirrojo es Australia, más precisamente de todo el norte de Australia. 

## Comportamiento y etología
La conducta del diamante colirrojo suele ser  tranquila. Es un ave gregaria que no suele tener disputas territoriales, por la pareja o por alimento. De esta manera, se lo observa, tanto en cautividad como en estado salvaje, formando bandadas, que, en muchas oportunidades, incluye individuos de otras especies.

## Alimentación
En estado silvestre, se alimenta de insectos que captura al vuelo, complementando su dieta con materia vegetal (fundamentalmente, granos y semillas). Pero, en cautividad, la situación se invierte, ofreciéndole los criadores mezcla de mijo de diferentes variedades, otorgando un refuerzo de alimento vivo (por lo general, gusano de la harina).

## Dimorfismo sexual
Si bien tanto macho como hembra presentan la misma coloración, en el macho el mascarín rojo se muestra mucho más marcado y extenso. Asimismo, los puntos blancos que se observan en los flancos del pájaro (las estrellas que dan su nombre vulgar a la especie), son mucho más pálidos en los ejemplares de sexo femenino que en los masculinos.

## Cortejo y reproducción
El cortejo del diamante starfinch es bastante sencillo en comparación con el de otras aves. El macho, con material para la nidificación en el pico (por lo general, un hierbajo), se acerca a la hembra, extendiendo el pescuezo, como para ofrecerle aquella brizna de hierba. Si la hembra acepta, la yunta queda formada.
Una vez confeccionado el nido, la hembra suele hacer una puesta de entre 4 y 7 huevos, aunque, en cautividad, se han alcanzado nidadas que superan los 10 huevecillos.
A los catorce días de la puesta, y con un empollamiento compartido, nacen las crías, de un color rosado y con un suave plumón apenas visible. Tras, aproximadamente, un mes de permanencia en el nido, los polluelos hacen abandono del mismo.
En ese momento, el color de los jóvenes pájaros es verdoso, careciendo, hasta el primer replume, acontecido a los seis meses a más tardar, de las características máculas blancas y de las plumas rojas de la región facial.